# Beckville (Texas)
Beckville es una ciudad ubicada en el condado de Panola en el estado estadounidense de Texas. En el Censo de 2010 tenía una población de 847 habitantes y una densidad poblacional de 268,72 personas por km².

## Geografía
Beckville se encuentra ubicada en las coordenadas 32°14′37″N 94°27′22″O / 32.24361, -94.45611. Según la Oficina del Censo de los Estados Unidos, Beckville tiene una superficie total de 3.15 km², de la cual 3.15 km² corresponden a tierra firme y (0%) 0 km² es agua.

## Demografía
Según el censo de 2010, había 847 personas residiendo en Beckville. La densidad de población era de 268,72 hab./km². De los 847 habitantes, Beckville estaba compuesto por el 64.46% blancos, el 23.85% eran afroamericanos, el 0.47% eran amerindios, el 0.12% eran asiáticos, el 0.12% eran isleños del Pacífico, el 8.5% eran de otras razas y el 2.48% pertenecían a dos o más razas. Del total de la población el 13.81% eran hispanos o latinos de cualquier raza.